# ستيف بيكر (متسابق دراجات نارية)
ستيف بيكر (بالإنجليزية: Steve Baker)‏ هو متسابق دراجات نارية أمريكي فاز ببطولة سباق الجائزة الكبرى للدراجات النارية. نافس في سباقات بطولة العالم لفئة 500 سي سي.